# Lovely (Twenty One Pilots)
Lovely è un singolo dei Twenty One Pilots, pubblicato il 17 aprile 2013 in Giappone dalla Warner Music Japan in promozione dell'edizione speciale di Vessel, terzo album del duo. Era precedentemente contenuto, in un'altra versione, nel loro secondo album Regional at Best.

## Video musicale
Il video ufficiale del brano è stato pubblicato su Vimeo il 14 aprile 2013 e il 16 aprile su YouTube. È stato diretto da Mark C. Eshleman, e consiste in un montaggio di vari video girati durante il tour dei Twenty One Pilots in Giappone del 2013.

## Tracce
Testi e musiche di Tyler Joseph.
1. Lovely – 4:18

## Formazione
Twenty One Pilots
- Tyler Joseph – voce, pianoforte, tastiera, programmazione
- Josh Dun – batteria, percussioni

Altri musicisti
- Greg Wells – tastiera, sintetizzatore, programmazione

## Classifiche
| Classifica (2013) | Posizione massima |
| ----------------- | ----------------- |
| Giappone          | 67                |